# Yelcho
Le Yelcho est un remorqueur à vapeur construit à Greenock en Écosse en 1906.

## Histoire
Après un court service de deux années comme remorqueur et navire de marchandise pour une entreprise chilienne, le navire est acheté par la marine chilienne pour service de remorqueur à Punta Arenas et assurer la maintenance et les navettes des phares de la région.
En 1916, après le dramatique voyage du James Caird lors de l'expédition Endurance, Ernest Shackleton utilise ce navire commandé à l'époque par Puerto Williams pour rapatrier ses hommes bloqués sur l'île de l'Éléphant.

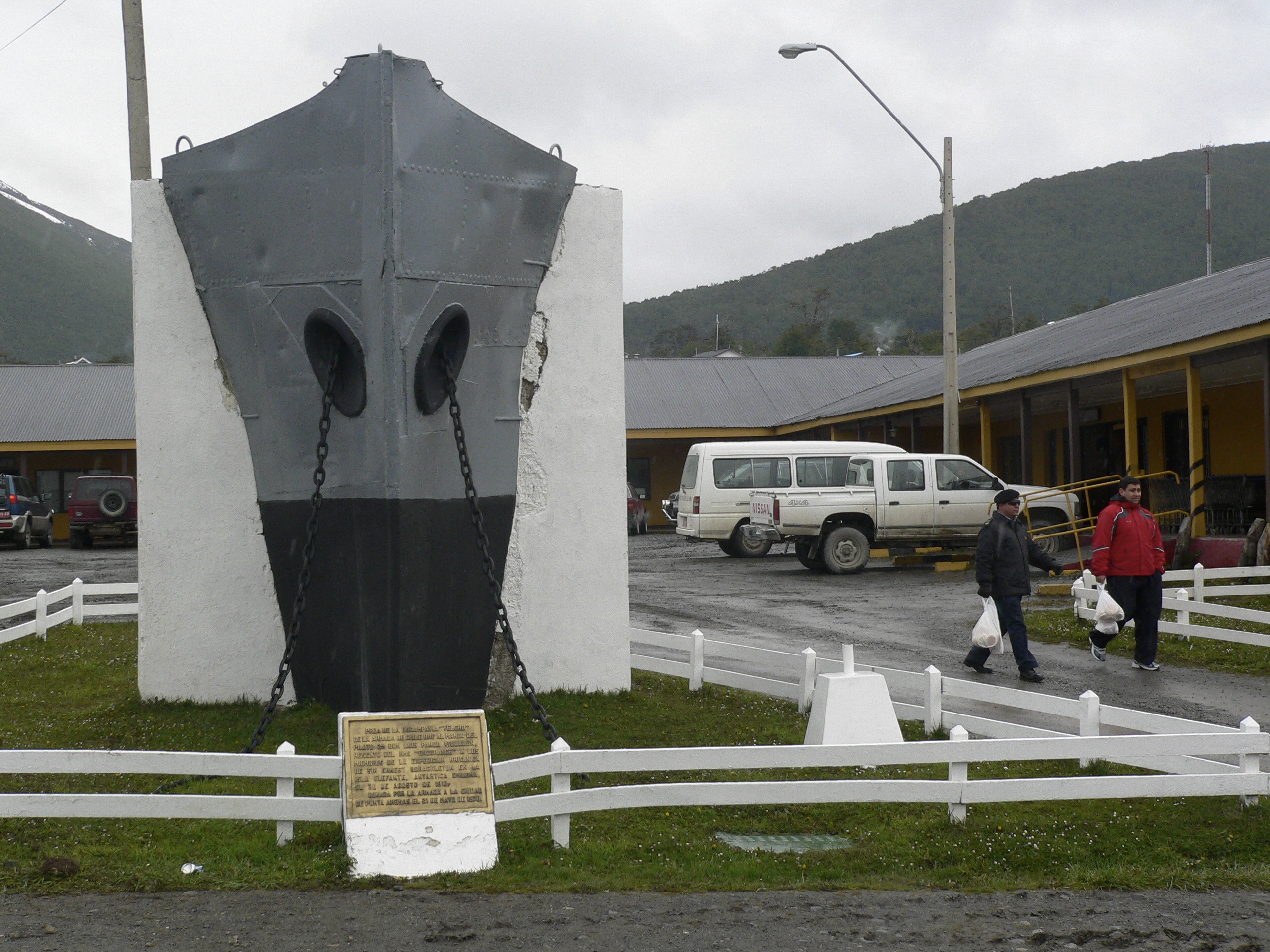
Proue du Yelcho à Puerto Williams.
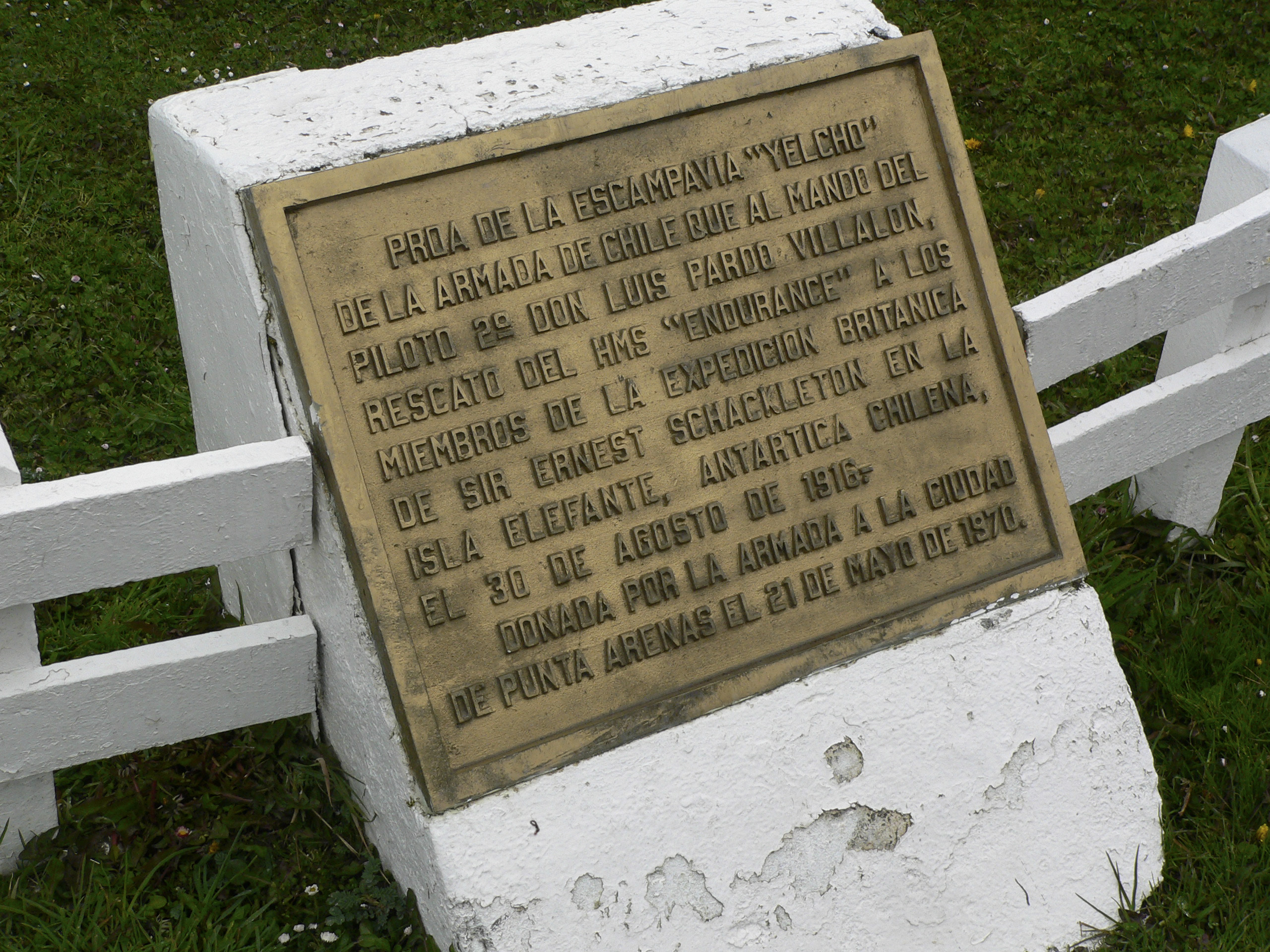
Plaque commémorative.
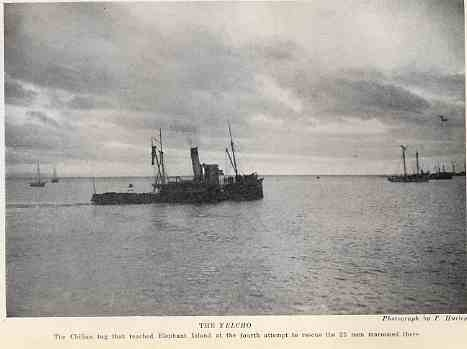
Le Yelcho vers 1916.